# Сидяк Віктор Олександрович
Віктор Олександрович Сидяк (нар. 24 листопада 1943) — український та білоруський радянський фехтувальник-шабліст, чотириразовий олімпійський чемпіон, семикратний чемпіон світу. Заслужений майстер спорту СРСР.
Сидяк був шульгою, відомий агресивним стилем, одним із найяскравіших виконавців стилю «російська підготовка», відомого також під назвою «атака в півтора темпа». Тренувався у Спортивному Клубі Армії.

## Життєпис
Народився 24 листопада 1943 в м Анжеро-Судженськ Кемеровської області РРФСР. Дитинство провів у Донецьку, де початково захопився боксом та мотоспортом, проте пізніше надав перевагу спортивному фехтуванню. Займався під наглядом Геннадія Галіакбарова.
Впродовж 1960-х років тренувався у Львові поряд з відомими українськими фехтувальнильниками: Є.Череповським, Ю.Перженцевим, Ш.Батизі та представляв Україну на внутрішніх змаганнях. Завдяки своїй майстерності претендував на місце в збірної команди СРСР. Зарекомендував себе серед шаблістів як незручний лівша, що вмів блискавично приймати рішення, а потім безперервно атакувати. Поки відомі радянські фехтувальники використовували його переважно як чудового спаринг-партнера, Віктор сходами піднімався до заповітного Олімпу, і в 1968 році на Олімпійських іграх в Мехіко був удостоєний своєї першої золотої нагороди за командні змагання.
У 1970 році керівники Комітету з фізичної культури і спорту при Раді Міністрів БРСР — Віктор Ілліч Ливенцев і Герман Матвійович Бокун — запросили його переїхати до Мінська. На цей час досягнення Віктора Сидяка стали значно помітнішими: він вигравав усі турніри, на які виїжджала збірна команда СРСР. Таким чином В.Сидяк став основою зіркової плеяди білоруських фехтувальників, як то Олена Бєлова, Олександр Романьков, Тетяна Самусенко, Микола Альохін та ін.
Однак найголовніша його перемога відбулася в Мюнхені. У 1972 році, на XX-тій Олімпіаді Віктор Сидяк став першим з радянських шаблістів, які завойовували золоту медаль в особистому турнірі. Була близькою можливість і на отримання командного золота, проте через драматичний розвиток подій: капітан збірної СРСР В.Сидяк на прохання своїх тренерів виступав із серйозною травмою (осколок шаблі суперника поранив його око) що одразу вплинуло на загальний настрій та можливості радянської команди (В.Сидяк, В.Назлимов, Е.Винокуров і В.Баженов) і вона зрештою поступилася італійцям.
В 1973 році закінчив Білоруський Державний інститут фізичної культури.
На літніх Олімпійських іграх-76 в Монреалі Віктор Сидяк завоював бронзову медаль в особистій першості, пропустивши вперед тільки шаблістів зі своєї команди. В командному ж турнірі радянські шаблісти взяли золото.
Востаннє, у віці 37 років, славетний спортсмен виступив на Олімпіаді-80 в Москві і знову завоював золото в командному турнірі.
По завершенню спортивної кар'єри, продовжував військову службу (на олімпіадах та чемпіонатах виступав як «спортсмен-непрофесіонал» від Збройних Сил СРСР), поки не був направлений через пару років до Угорщини працювати заступником голови спортивного клубу. Пізніше направлений служити до Києва на посаду заступника голови ДОСААФ. У Києві ж і пішов у відставку в званні підполковника.
На початку 1990-х після спроб роботи у бізнесі, відгукнувся на пропозицію роботи тренером в Італії пропрацювавши там близько восьми років. Згодом, перекваліфікувався в спортивного функціонера та став генеральним секретарем Асоціації професійного боксу Білорусі. Вже у віці, повернувшись до Росії, Віктор Сидяк очолив Міжнародний центр олімпійського резерву в Одинцово.